# 3-Hidroksibutanal
3-Hidroksibutanal je aldol koji je svojevremeno korišten u medicini kao hipnotik i sedativ.